# Ляшко, Иван Иванович
Ива́н Ива́нович Ляшко́ (укр. Іва́н Іва́нович Ляшко́; 9 сентября 1922, с. Мацковцы Лубенского района Полтавской области, Украина — 29 марта 2008, Киев) — советский, украинский математик и кибернетик, академик АН УССР (с 27.12.1973, член-корреспондент с 1969), первый декан факультета кибернетики Киевского государственного университета имени Т. Г. Шевченко, председатель президиума республиканского совета товарищества «Знание». Дважды лауреат Государственной премии УССР в области науки и техники (1981, 1989), лауреат Премии им. Н. М. Крылова (1975). Заслуженный деятель науки УССР (1972).
Член КПСС с 1944 года. Избирался депутатом ВС УССР.

## Биография
Детство прошло на Полтавщине. Способности к математике проявились в школе, это был его любимый предмет. Первым большим достижением стала победа на областной олимпиаде по математике в Полтаве. Лубенскую среднюю школу окончил с грамотой выпускника-отличника (эквивалент медали).
В 1940 году призван в армию, служил моряком-зенитчиком на лидере «Харьков» Черноморского флота. С началом Великой Отечественной войны переведен на линкор «Парижская Коммуна». Участвовал в 15 боевых походах. Войну закончил осенью 1944 года старшиной 1-й статьи линкора «Севастополь». Демобилизовался весной 1947 года, имея инвалидность 2-й группы.
Пробыв дома всего несколько дней, отправляется в Киев, поступать в Политехнический институт. Как участник и инвалид войны, имея аттестат с отличием, он мог рассчитывать на зачисление без экзаменов практически в любой вуз. Однако Иван не захотел ждать начала учебного года, считая, что и так упустил много времени. В Киевском учительском институте на физико-математическом факультете добился разрешения на сдачу экзаменов за 1-й курс. Имея на подготовку всего 2 недели, успешно сдает комиссии алгебру, геометрию и матанализ (в один день), и получает допуск к остальным экзаменам. Сдав все экзамены за 1-ю и 2-ю сессию, был зачислен на 2-й курс дневного отделения. По окончании института (1949) работал учителем математики в сельской школе.
В 1950 году решает продолжить обучение, поступает 3-й курс физико-математического факультета Киевского педагогического института (на заочное отделение). По окончании, в 1952 году, на конкурсной основе поступает в аспирантуру Киевского государственного университета им. Т. Г. Шевченко, на кафедру математической физики (заведующий — Георгий Николаевич Положий).
В 1955 году под руководством Г. Н. Положего защитил кандидатскую диссертацию (тема «Решение задачи фильтрации под многошпунтовой плотиной при произвольном криволинейном подземном водоупоре»), после чего продолжил научную и педагогическую деятельность. Область исследований — задачи фильтрации, теория аналитических функций. Читает курсы: уравнения математической физики, теория функций комплексного переменного, интегральные уравнения, вычислительные методы, а также ряд спецкурсов. В 1963 году становится доктором физико-математических наук (тема диссертации «Решение фильтрационных задач методом суммарных представлений»). В 1964-м избирается заведующим кафедры математической физики, в 1965-м получает звание профессора и становится деканом механико-математического факультета.
В 1969 году И. И. Ляшко совместно с академиком АН СССР В. М. Глушковым выступает инициатором создания первого в Советском Союзе факультета кибернетики для решения проблемы дефицита кадров соответствующего профиля. Избирается первым деканом созданного факультета (кандидатура предложена В. М. Глушковым). Заведует кафедрой вычислительной математики (до 1991 года). Под его руководством факультет кибернетики становится одним из самых больших, сильных и перспективных в университете.
Успешно совмещает руководящую работу с научной. В 70-е годы совместно с учениками продолжает развивать математическую теорию фильтрации. Результаты исследований опубликованы в монографиях и внедрены на практике. Его достижения в этой области отмечены в 1975 году премией имени академика Н. М. Крылова, в 1981 году — Государственной премией УССР в области науки и техники.
С 1975 по 1995 годы вместе со своими коллегами создал цикл из 8 учебников и 9 учебных пособий по математическому анализу, дифференциальным уравнениям, теории оптимизации и других дисциплин. Многие из этих изданий переведены на английский, испанский и вьетнамский языки. В 1989 году авторы трёхтомника «Математический анализ» были удостоены Государственной премии УССР.
С 1977 по 1987 год — проректор по научной работе. С 1991 года — научный сотрудник факультета кибернетики. В 90-е годы И. И. Ляшко с учениками разрабатывают высокоэффективные методы численного решения задач математической физики.
Скончался 29 марта 2008 года. Похоронен на Байковом кладбище Киева. 10 сентября 2012 года в Киевском национальном университете открыт барельеф «Основатель факультета кибернетики академик Иван Иванович Ляшко».

### Семья
Супруга — Вера Степановна (р. 1928), работала педиатром, вместе прожили более 50 лет.
Сыновья — Сергей и Владимир — стали математиками. Старший сын, Сергей Иванович — доктор физико-математических наук, профессор,
член-корреспондент НАН Украины, заведующий кафедрой вычислительной математики в Киевском национальном университете.

## Награды и премии
- Орден князя Ярослава Мудрого V степени (Украина) (2004)
- Орден «За заслуги» III степени (Украина) (1997)
- Орден Трудового Красного Знамени (1981)
- Орден Отечественной войны II степени
- Медаль Ушакова (8 сентября 1944)
- Медаль «За оборону Севастополя»
- Медаль «За оборону Кавказа»
- Заслуженный деятель науки и техники Украинской ССР (1972)
- Государственная премия УССР в области науки и техники (1981, 1989)
- Премия имени Н. М. Крылова АН УССР (1975)

## Труды
- Решение фильтрационных задач методом суммарных представлений — Киев: Изд-во Киев. ун-та. — 1963.
- Численно-аналитическое решение краевых задач теории фильтрации / И. И. Ляшко, И. М. Великоиваненко. — Киев: Наук. думка — 1973.
- Математический анализ в примерах и задачах. Ч.1. Введение в анализ, производная, интеграл / Ляшко И. И., Боярчук А. К., Гай Я. Г., Головач Г. П. — Киев: Вища школа. — 1974.
- Математический анализ в примерах и задачах. Ч.2. Ряды, функции нескольких переменных, кратные и криволинейные интегралы / Ляшко И. И., Боярчук А. К., Гай Я. Г., Головач Г. П. — Киев: Вища школа. — 1977.
- Метод мажорантных областей в теории фильтрации / И. И. Ляшко, И. М. Великоиваненко, В. И. Лаврик, Г. Е. Мистецкий. — Киев: Наук. думка. — 1974.
- Динамические системы с разрывными коэффициентами / В. П. Диденко, И. И. Ляшко — Киев: Вища школа. — 1977.
- Методы вычислений / Ляшко И. И., Макаров В. Л., Скоробогатько А. А. — Киев: Вища школа. — 1977.
- Графики функций. Справочник / Вирченко Н. А., Ляшко И. И., Швецов К. И. — Киев: Наук. думка. — 1979.
- Математическое обеспечение сложного эксперимента. В 5 т. Т.1. Обработка измерений при исследовании сложных систем / Белов Ю. А., Диденко В. П., Козлов Н. Н., Ляшко И. И., Макаров В. Л., Цитрицкий О. Е. — Киев: Наук. думка. — 1982.
- Математическое обеспечение сложного эксперимента. В 5 т. Т.2. Математические модели при измерениях / Белов Ю. А., Диденко В. П., Козлов Н. Н., Ляшко И. И., Макаров В. Л., Цитрицкий О. Е. — Киев: Наук. думка. — 1983.
- Математическое обеспечение сложного эксперимента. В 5 т. Т.3. Основы теории математического моделирования сложных радиотехнических систем / Белов Ю. А., Козлов Н. Н., Ляшко И. И., Макаров В. Л., Цитрицкий О. Е. — Киев: Наук. думка. — 1985.
- Математическое обеспечение сложного эксперимента. В 5 т. Т.4. Приближённые методы решения задач математического моделирования сложных радиотехнических систем / Белов Ю. А., Козлов Н. Н., Ляшко И. И., Макаров В. Л., Цитрицкий О. Е. — Киев: Наук. думка. — 1986.
- Математическое обеспечение сложного эксперимента. В 5 т. Т.5. Проблемы построения математического и программного обеспечения измерительно-вычислительных комплексов / Белов Ю. А., Егоров Б. М., Козлов Н. Н., Ляшко И. И., Макаров В. Л. — Киев: Наук. думка. — 1990.
- Математический анализ / Ляшко И. И., Боярчук А. К., Гай Я. Г., Калайда А. Ф. — Киев: Вища школа. — 1983. — Ч.1
- Математический анализ / Ляшко И. И., Боярчук А. К., Гай Я. Г., Калайда А. Ф. — Киев: Вища школа. — 1985. — Ч.2
- Математический анализ / Ляшко И. И., Боярчук А. К., Гай Я. Г., Калайда А. Ф. — Киев: Вища школа. — 1987. — Ч.3
- Справочное пособие по математическому анализу. Т.1: Введение в анализ, производная, интеграл. Т.2: Ряды, функции векторного аргумента, кратные и криволинейные интегралы. (АнтиДемидович). Т.1-2. Изд. 2-е, перераб. и доп. / Ляшко И. И., Боярчук А. К., Гай Я. Г., Головач Г. П. — Киев: Вища школа. — 1984.
- Численное решение задач тепло- и массопереноса в пористых средах / Ляшко И. И., Демченко Л. И., Мистецкий Г. Е. — Киев: Наук. думка. — 1991.
- Справочное пособие по высшей математике (АнтиДемидович). В 5-ти книгах. Т. 1—5 / Ляшко И. И., Боярчук А. К., Гай Я. Г., Головач Г. П. — М: Едиториал УРСС. — 2003.

И. И. Ляшко является автором и соавтором более 400 научных трудов и учебных пособий. Его учебные пособия широко известны, популярны во многих странах и продолжают выпускаться ведущими издательствами.